# Fliegender Kuss (Chongqing)
Fliegender Kuss (chinesisch 飛天之吻) ist eine touristische Attraktion etwa 5 km östlich der Stadt Baima im Bezirk Wulong der Regierungsunmittelbaren Stadt Chongqing. Sie kann mit einem Bustransfer in 2,5 Stunden von Chongqing und 3 Stunden von Peking aus erreicht werden.

## Beschreibung
Es handelt sich um ein Fahrgeschäft, das in 1255 m Höhe auf dem Berg Baima Shan am Rande eines steilen Abgrunds steht. Es besteht aus einer weiblichen und einer männlichen Figur, die jeweils an ihrem nach oben gestreckten rechten Arm eine runde Aussichtsplattform tragen. Zum Ein- und Aussteigen liegen die Figuren auf dem Bauch. Danach richten sie sich auf und drehen sich, so dass mal die eine und mal die andere Plattform über dem Abgrund mehr als 1100 m über dem Flusstal des Wu Jiang schwebt. Hierbei drehen sich auch die Aussichtsplattformen, die jeweils Platz für etwa 50 Personen bieten, um die eigene Achse. Auf der Plattform gibt es nur Stehplätze und neben einem Geländer weder Sicherheitsgurte noch Absperrgitter. Als Höhepunkt nähern sich die Lippen der beiden Figuren an, ohne sich jedoch zu berühren, in Erinnerung an eine beliebte Sage des Wulong-Bezirks.

## Sage
Bei der männlichen Figur soll es sich um Chaofeng, den dritten Sohn des Drachenkönigs, dem Gott des Sees, handeln und bei der weiblichen um die lila Fee Zhang Tianyang. Sie war die neunte Tochter des Jadekaisers, dem Gott des Himmels. Als Zhang Tianyang am Fluss spielte, traf Chaofeng auf sie. Als sich beide erblickten, verliebten sie sich augenblicklich ineinander. Als die Königin auf ihrem Wagen des Weges kam, stießen sie gegen die Kutsche und die Königin verunglückte. Aus Zorn verwandelte die Königin die beiden in zwei Berge, die sich gegenüber liegen und durch den Fluss Wu Jiang geschieden werden. So sind die Liebenden nun für immer voneinander getrennt. Bei Baima Shan, auf dem der Fliegende Kuss steht, soll es sich um den Berg handeln, in den Zhang Tianyang verwandelt wurde.